# Zuzana Páleníková
Zuzana Páleníková (* 12. června 1980 Bratislava) je slovenská herečka.

## Život
Vystudovala gymnázium. Po ukončení studia odjela do Francie, kde studovala psychologii a vydělávala si jako divadelní uvaděčka. Chvíli pracovala i ve Skotsku. V roce 2003 si podala přihlášku na pražskou DAMU, kde nejdříve studovala herectví, od kterého poté upustila a začala studovat režisérský obor. Po absolutoriu začala působit jako pedagog na Vyšší odborné škole herecké v Michli.
V současné době působí v anglické divadelní komunitě v Praze. Krom slovenštiny hraje v češtině, angličtině, francouzštině i němčině.
Mnoho let také působila jako instruktorka snowboardingu a to nejen v Čechách, ale i ve Švýcarsku. 